# اینداستریال بانک
اینداستریال بانک (به چینی: 興業銀行) یا بانک صنعتی چین شرکت خدمات مالی و بانکداری چینی است، که در سال ۱۹۸۸ تأسیس شد و در حال حاضر مالک شبکه‌ای از ۷۴۱ شعبه بانکداری خرد می‌باشد. شعبه مرکزی این بانک در شهر فوژو، فوجیان قرار دارد و بخشی از سهام آن در بازار بورس شانگهای معامله می‌شود.